# Райвітес Тетяна Іллівна
Тетяна Іллівна Райвітес (1927, місто Кишинів, тепер Молдова — ?) — молдавська радянська діячка, майстер Кишинівської взуттєвої фабрики імені Сергія Лазо. Депутат Верховної Ради СРСР 4-го скликання.

## Життєпис
Народилася в родині робітника. Закінчила сім класів школи в Кишиневі. З 1941 до 1944 року працювала за наймом.
У 1944—1950 роках — продавець Кишинівського міського харчоторгу; швачка Кишинівської швейної фабрики № 1.
У 1950—1951 роках — машиністка-заготівельниця, в 1951—1953 роках — майстер дільниці жіночого взуття, з 1953 року — майстер зміни Кишинівської взуттєвої фабрики імені Сергія Лазо. Була передовиком виробництва, перевиконувала норми виробітку.